# Pouillot brun
Phylloscopus fuscatus
Espèce
Répartition géographique
Statut de conservation UICN

 LC  : Préoccupation mineure
Le Pouillot brun (Phylloscopus fuscatus) est une espèce de passereaux appartenant à la famille des Phylloscopidae.

## Description
Cet oiseau mesure 11 à 12 cm pour une masse de 8,5 à 13,5 g. Il a une envergure entre 15 et 20 cm.

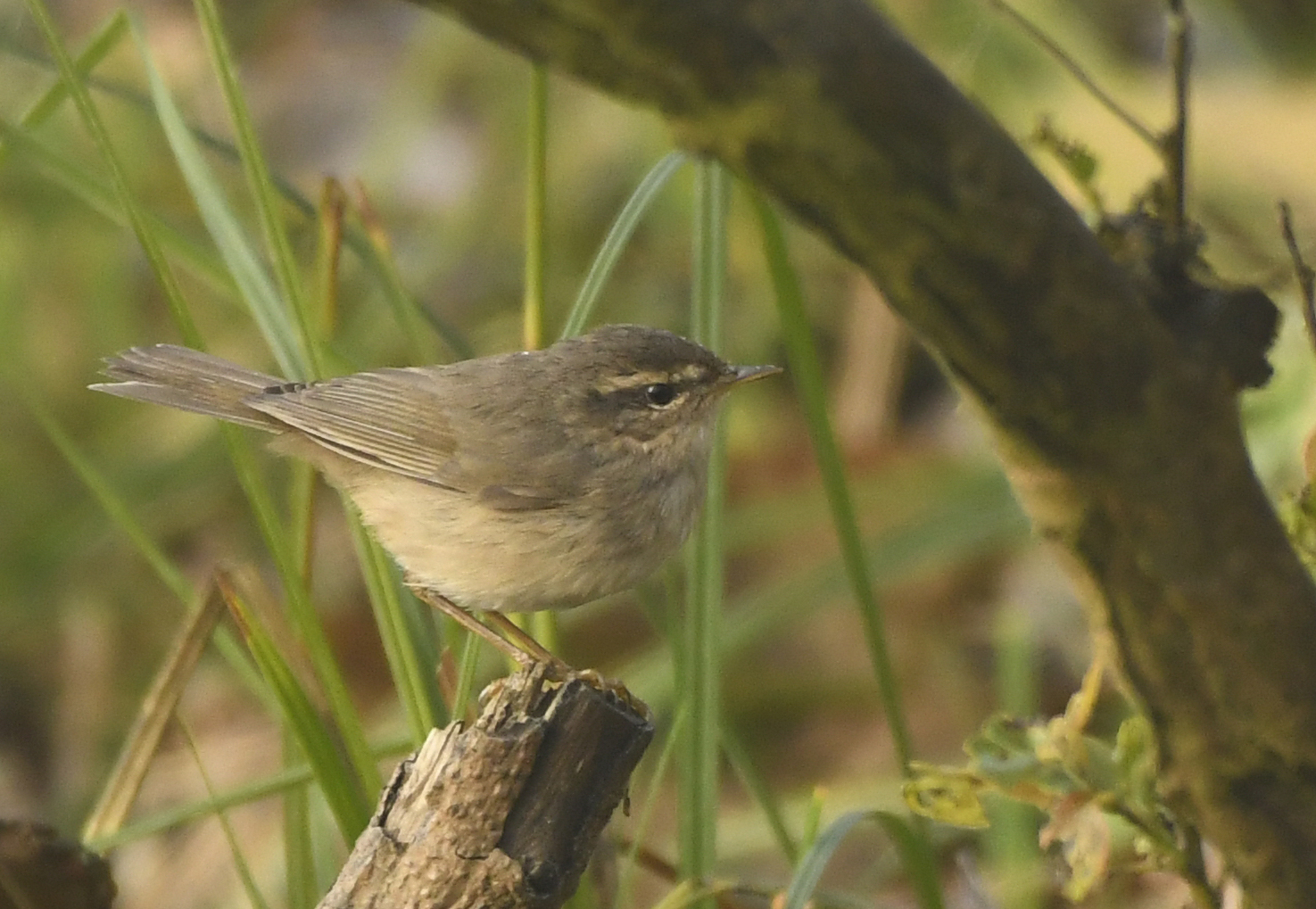
Pouillot brun, Kaziranga National Park, Assam, India

## Reproduction
Cet oiseau territorial (0,5 à 1 ha) se reproduit de fin mai à mi-août. Il n'effectue qu'une seule couvée de quatre à six œufs. Les premiers poussins sont notés mi-juin et les premiers jeunes volants début juillet dans le sud-est de la Russie.

## Alimentation
Cet oiseau consomme de petits insectes, particulièrement des charançons et d'autres petits coléoptères. Il se nourrit aussi de mollusques, de petits papillons et de chenilles ainsi que de petites graines.